# Francis Neville Mitchell
Francis Neville Mitchell, britanski general, * 1904, † 1954.